# Nậm Thi

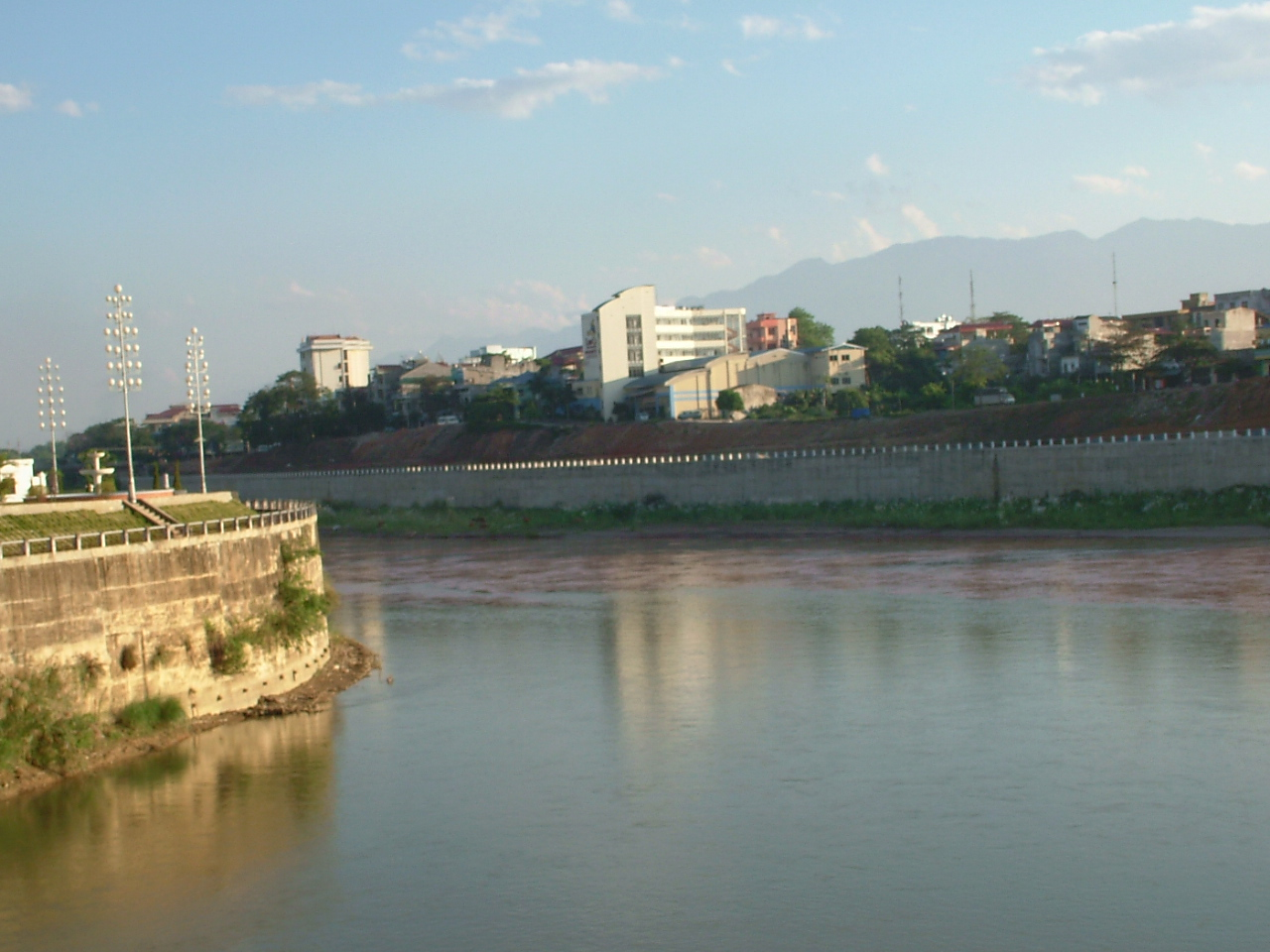
Nơi sông Nậm Thi hợp lưu với sông Hồng

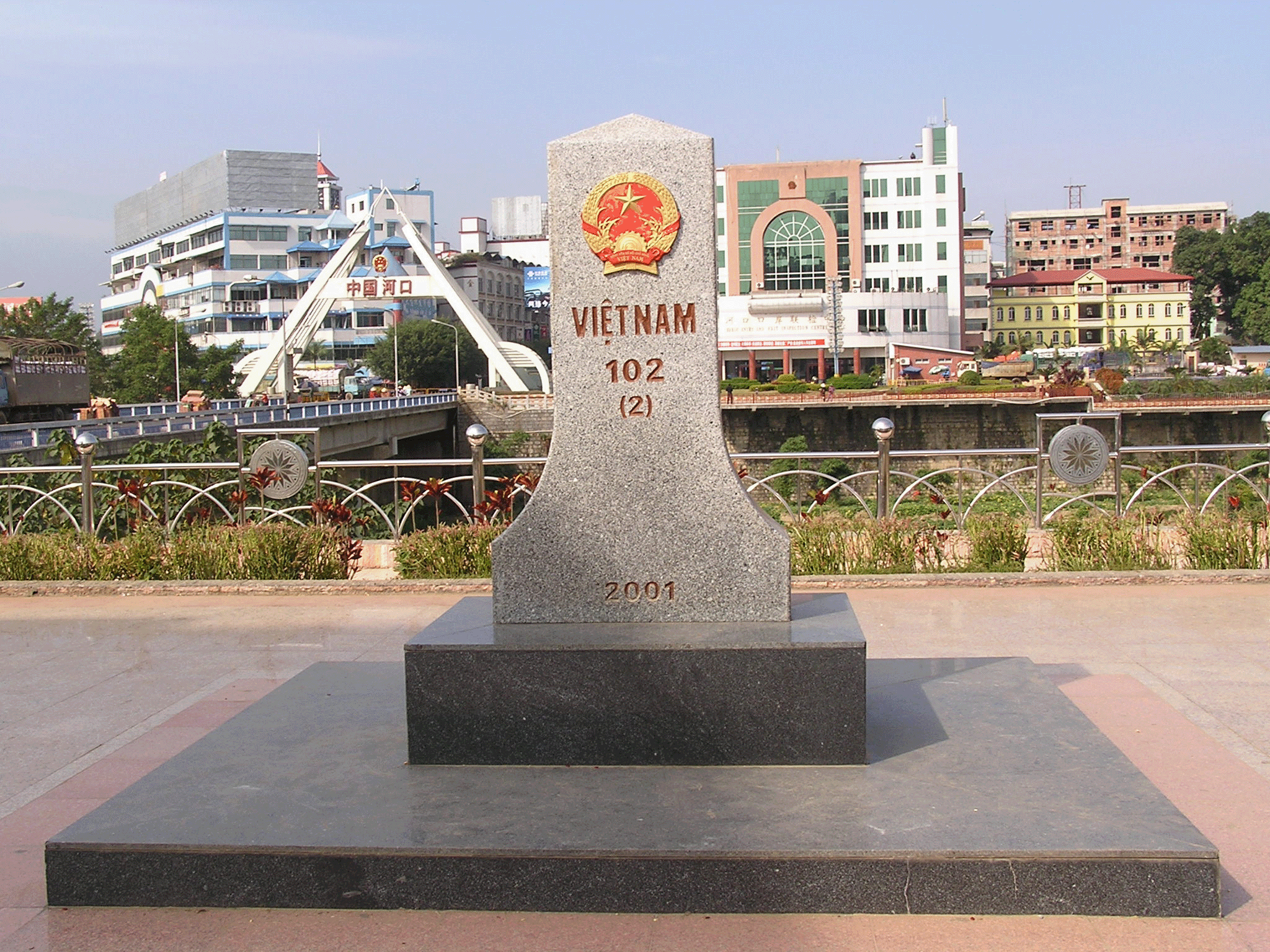
Cột mốc biên giới bên bờ sông, cầu nối cặp cửa khẩu Lào Cai-Hà Khẩu bắc qua sông Nậm Thi

Sông Nậm Thi trước đây còn gọi là "sông Ngâu" hay "sông Ngưu", tại Trung Quốc gọi là sông Nam Khê (tiếng Trung: 南溪河; bính âm: Nánxī hé, Hán Việt: Nam Khê hà) là một dòng sông bắt nguồn tại Vân Nam, Trung Quốc và tạo thành một đoạn biên giới tự nhiên giữa hai nước Trung Quốc-Việt Nam trước khi hợp lưu với sông Hồng tại cặp cửa khẩu quốc tế Lào Cai-Hà Khẩu.

## Địa lý
Sông Nậm Thi khởi nguồn tại trấn Minh Thứu (鸣鹫镇), phía đông của huyện Mông Tự, châu tự trị Hồng Hà thuộc tỉnh Vân Nam. Tại thượng lưu, sông có tên là Bắc Khê, từ đoạn hồ chứa Trang Trại thuộc trấn Chỉ Thôn về xuôi, sông mới có tên gọi là Nam Khê rồi sau đó tạo thành biên giới Trung Quốc-Việt Nam và đổ ra sông Hồng tại phường Lào Cai thuộc thành phố Lào Cai và trấn Hà Khẩu thuộc huyện Hà Khẩu.
Lưu vực của sông Nậm Thi tại Trung Quốc bao gồm phần đông nam của châu Hồng Hà và một phần tây nam của châu Văn Sơn thuộc tỉnh Vân Nam. Tại Việt Nam, lưu vực sông Nậm Thi bao gồm hai huyện Mường Khương, Bảo Thắng (sông Tông Gia, và thành phố Lào Cai thuộc tỉnh Lào Cai. Tổng cộng, sông Nậm Thi có trên 20 phụ lưu. Nơi hợp lưu giữa sông Nậm Thi và sông Hồng có độ cao 76,4 mét, là điểm có độ cao thấp nhất của tỉnh Vân Nam.
Do nguyên nhân địa lý tự nhiên, khí hậu tại khu vực lưu vực sông Nâm Thi rất khác nhau. Nhiệt độ tối đa từng lên tới 40,9℃, và thấp nhất là 2,1℃. So với thời tiết tại các vùng khác tại Trung Quốc, nơi đây có mùa hè kéo dài, độ ẩm cao và lượng mưa lớn. Lưu vực sông Nậm Thi có địa hình núi cao, rừng rậm với nhiều loài cây như vân sam, gỗ tếch, và các loại gỗ có giá trị khác. Về động vật, có các loài như hổ, báo, gấu, hươu, nai, gà lôi bạc, khỉ vàng và một số loài quý hiếm khác. Tại thung lũng sông Nậm Thi có thể trồng trọt hai vụ một năm với các nông sản phổ biến là lúa và ngô, đỗ tương, lạc và các cây trồng khác như cao su, hạt tiêu, quế, chuối, dứa. Một nông trường quốc doanh trồng cao su có tiếng được hình thành tại lưu vực sông Nậm Thi và có thể được nhìn thấy khi đi trên quốc lộ 70 của Việt Nam.

## Lịch sử
Sông Nậm Thi là vùng biên ải trọng yếu. Từ thời Đông Hán, nơi đây đã có trọng binh triều đình trấn ải. Năm 1885, thủ lĩnh người H'Mông tại khu vực đã lãnh đạo dân chúng chống lại cuộc xâm lược của người Pháp. Đến năm 1908, nơi đây đã diễn ra "khởi nghĩa Hà Khẩu" theo lời phát động của Tôn Trung Sơn. Trong nội chiến Trung Quốc, các thủ lĩnh người H'Mông địa phương đã liên kết với quân Giải phóng để tập kích các đồn bốt của Quốc Dân Đảng.

## Giao thông
Từ trấn Chỉ Thôn, sông Nậm Thi chạy song song với đường sắt Côn Hà (tức tuyến đường sắt Hải Phòng - Vân Nam). Tuyến quốc lộ 70 của Việt Nam (tuyến đường huyết mạch nối tỉnh Lào Cai với các tỉnh đồng bằng sông Hồng, đoạn chạy qua tỉnh Lào Cai cũng nằm song song với sông Nậm Thi. Đoạn cửa sông Nậm Thi có hai cầu đường bộ và đường sắt biên giới.

## Môi trường
Sông Nậm Thi là nơi đặt trạm bơm cung cấp nguồn nước cho nhà máy Nước Lào Cai với công suất 12.000 m³/ngày đêm, phục vụ cho gần 100 nghìn dân và các cơ quan trên địa bàn thành phố Lào Cai. Tuy nhiên đoạn hợp lưu giữa sông Nậm Thi và sông Hồng hiện bị ô nhiễm

## Kinh tế
Sông Nậm Thi hợp lưu với sông Hồng tại cặp cửa khẩu quốc tế Lào Cai-Hà Khẩu, đây là cửa ngõ tối quan trọng thông thương xuống phía nam của tỉnh Vân Nam và ngược lại, cửa khẩu cũng nằm trên tuyến giao thương gần như độc đạo giữa Việt Nam với tỉnh Vân Nam và các tỉnh khác tại Tây Nam Trung Quốc. Trấn Hà Khẩu và thành phố Lào Cai là hai đô thị cửa khẩu quan trọng của cả hai nước.
Do có dòng chảy nhỏ, các đối tượng buôn lậu thường tập kết hàng trên bờ sông Nậm Thi rậm rạp, dùng thuyền để chở hàng vượt sông trong đêm tối.

## Hình ảnh

Đoạn cuối nguồn sông Nậm Thi
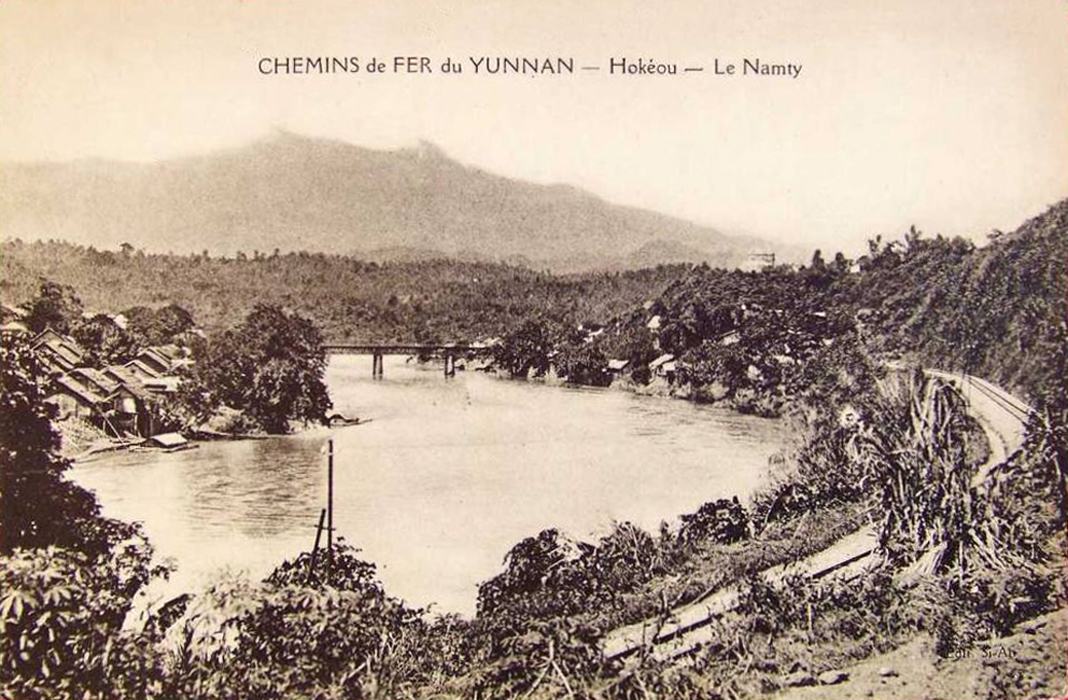
Đoạn sông ở chân cầu đường sắt Hồ Kiều
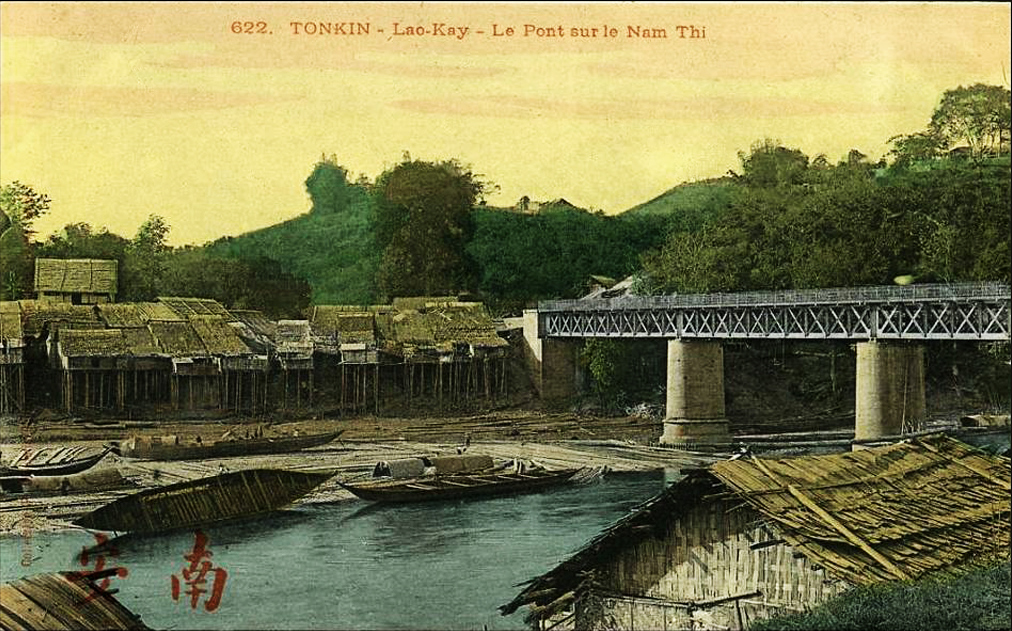
Cầu đường sắt Hồ Kiều
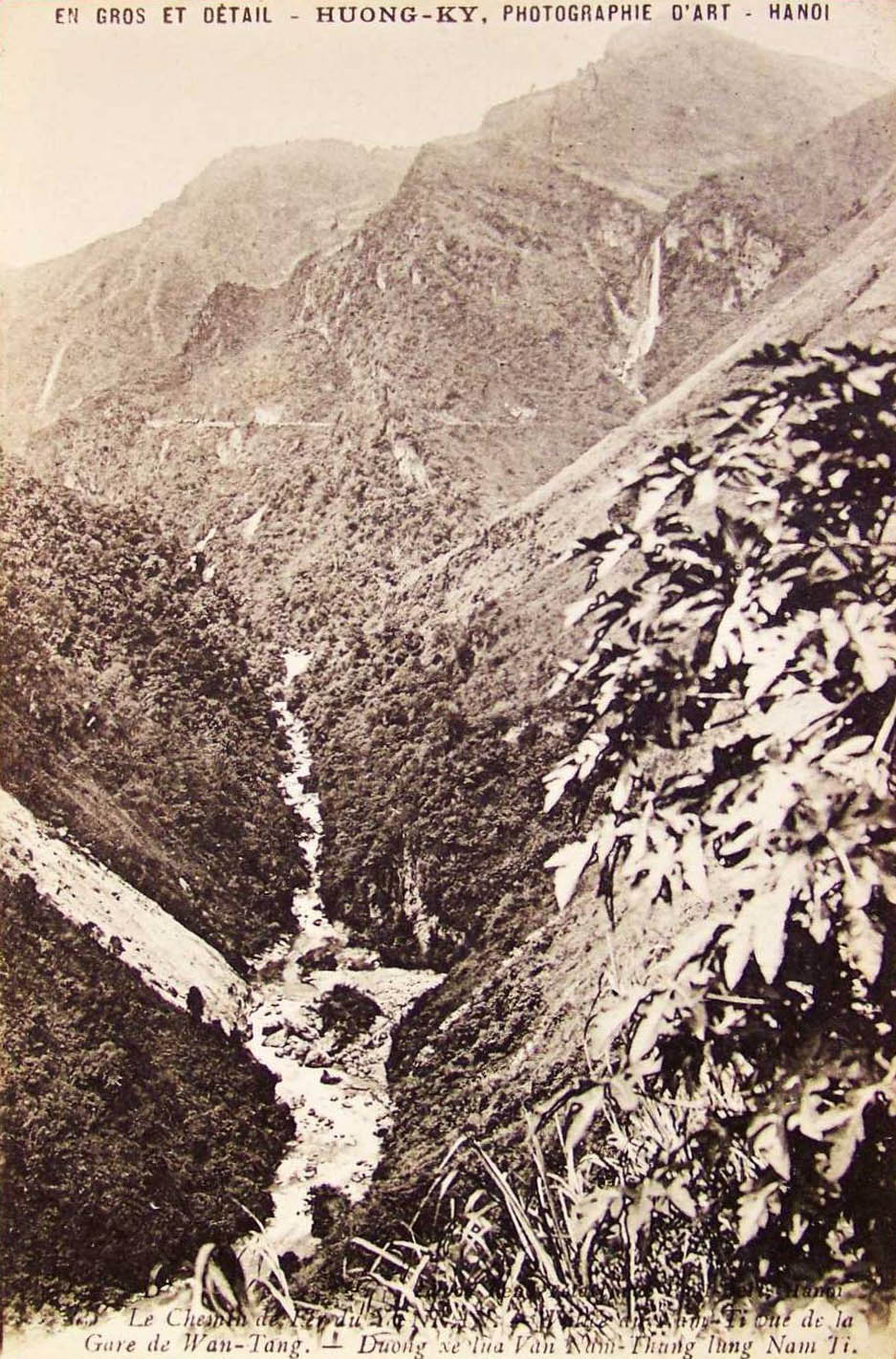
Thung lũng thượng nguồn sông Nậm Thi thuộc Trung Quốc
Thượng nguồn sông Nậm Thi thuộc Trung Quốc